# Berckterveld
Het Berckterveld is een natuurgebied aan de linkeroever van de Maas, ten noordoosten van Baarlo.
Het betreft nieuwe natuur aan de linkeroever van de Maas, deel uitmakend van de Maascorridor, die vernoemd is naar Kasteel De Berckt. Het is ruig grasland met wilgenstruwelen en sloten. In 2005 werd het gebied ingerasterd en het wordt sindsdien begraasd door Gallowayrunderen. Tjiftjaf en zwartkop broeden er.
Het Berckterveld is eigendom van het Limburgs Landschap.